# ミクロヴィツェ - ズラテー・ホリ線
ミクロヴィツェ～ズラテー・ホリ線（チェコ語: Železniční trať Mikulovice – Zlaté Hory）は、チェコ国鉄の鉄道線の名称である。路線番号は318。
1896年、帝立王立国有鉄道によって開業した。土曜・休日のみ旅客営業する。318号線本線についてはシュンペルク - クルノフ線のページにて記載し、本頁ではズラテー・ホリに向かう支線について取り扱う。なお、2024年度以前の路線番号は297であった。

## 運行形態
全て各駅停車で、土曜・休日のみ、一日4往復の運行。うち1往復がイェセニークまで直通する。残り3往復は、快速と接続する。2往復がイェセニーク方面、1往復がクルノフ方面に接続する。

## 駅一覧
以下では、チェコ国鉄318号線ミクロヴィツェ - ズラテー・ホリ間の駅と営業キロ、停車列車、接続路線などを一覧表で示す。なお、全て各駅停車である。
| 路線名 | 駅名                         | 駅間営業キロ | 累計営業キロ | 接続路線                       | 所在地       | 所在地         |
| ------ | ---------------------------- | ------------ | ------------ | ------------------------------ | ------------ | -------------- |
| 318    | ミクロヴィツェ駅             | -            | 0.0          | イェセニーク方面、クルノフ方面 | オロモウツ州 | イェセニーク郡 |
| 318    | オンドルジェヨヴィツェ駅     | 4.2          | 4.2          |                                | オロモウツ州 | イェセニーク郡 |
| 318    | オンドルジェヨヴィツェ停留所 | 1.5          | 5.7          |                                | オロモウツ州 | イェセニーク郡 |
| 318    | ズラテー・ホリ駅             | 2.9          | 8.6          |                                | オロモウツ州 | イェセニーク郡 |